# Geissanthus sessiliflorus
Geissanthus sessiliflorus är en viveväxtart som beskrevs av A. C. Smith. Geissanthus sessiliflorus ingår i släktet Geissanthus och familjen viveväxter. Inga underarter finns listade i Catalogue of Life.